# Matthias Michael Beckmann
Matthias Michael Beckmann (* 1. Mai 1966 in Nürnberg) ist ein deutsch-österreichischer Cellist.

## Leben
Seinen ersten Musikunterricht erhielt der in Nürnberg geborene Beckmann im Alter von acht Jahren bei Claus Reichardt. Mit 10 Jahren studierte er am Meistersinger-Konservatorium Nürnberg. Sein Studium beendete er an der Hochschule für Musik und Theater München bei Walter Nothas mit dem Meisterklassendiplom mit Auszeichnung. Künstlerische Impulse erhielt er in Meisterklassen von André Navarra, William Pleeth, Milos Sadlo und Künstlern wie Irina Grafenauer und Hannelore Leiffolz (Mozarteum Salzburg). Von 1995 bis 2005 war er Cellist im Mozarteumorchester Salzburg, zuletzt unter Ivor Bolton. Er arbeitete auch mit dem Symphonieorchester des Bayerischen Rundfunks, dem Bayerischen Staatsorchester sowie dem Staatstheater Nürnberg.
Beckmann ist Gründungsmitglied des Mozart Quartett Salzburg, mit dem er seit 1996 international konzertiert. In Salzburg leitete er den Mozart-Haydn Zyklus von 2000 bis 2006 mit der vielbeachteten Gesamtaufführung der 23 Mozart-Streichquartette MOZART 23 im Mozartjahr 2006. CD-Einspielungen bei Mozartiana Classics dokumentieren diesen musikalischen Werdegang.
Als Solist tritt der Cellist insbesondere mit Werken von Vivaldi, Haydn, Boccherini, Beethoven, Dvořák, Gulda und seit 2007 mit Uraufführungen für 5-saitiges Cello in Erscheinung. Geprägt wurde der Cellist auch durch die Zusammenarbeit mit Künstlern wie Irena Grafenauer, Margit-Anna Süß, Julia Arsentjeva, Ariane Haering, Benjamin Schmid, Pepe Romero, Radovan Vlatković, Michael Martin Kofler, Milan Turković und Sergio Azzolini.
Beckmann musiziert auf einem 5-saitigen Violoncello – mit einer zusätzlichen Diskant-E-Saite – mit einem Klangspektrum von fünf Oktaven. Sein Cello wurde im Jahr 2007 vom Geigenbaumeister Roger Graham Hargrave neu konstruiert und ist im Klang unverkennbar ein eigenständiges Instrument. Seit 2014 ist er im Besitz eines weiteren solchen Instrumentes aus der Werkstatt des Geigenbaumeisters Bertrand Bellin.
Matthias Michael Beckmann ist der erste Musiker, der von Bach bis Gulda die gesamte Cello-Literatur auf einem 5-saitigen Violoncello zur Aufführung bringt und gilt als der Pionier am 5-saitigen Violoncello.
Beckmann ist zudem Herausgeber der neuen „Gründlichen Violinschule“ Leopold Mozarts. Die bisher nicht erhältliche letzte autorisierte Fassung Leopold Mozarts ist im Jahr 2007 in Deutsch, 2008 in Englisch erschienen. Das Vorwort zu der in moderner Schrift und Notenbild herausgegebenen Violinschule schrieb Nikolaus Harnoncourt.

## Diskografie
- 2001 Der Frühe Mozart (Mozart Quartett Salzburg & Michael Martin Kofler, Flöte)
- 2003 Mozarts Flötenquartette  (Mozart Quartett Salzburg & Michael Martin Kofler, Flöte)
- 2004 W.A.Mozart – Zeit für s`ICH (Mozart Quartett Salzburg)
- 2005 Eine Kleine Nachtmusik & Divertimento KV 205 (Mozart Quartett Salzburg, Radovan Vlatkovic & Markus Hauser, Naturhorn)
- 2006 W.A.Mozart – Salzburger Divertimenti (Mozart Quartett Salzburg, Radovan Vlatkovic & Markus Hauser, Naturhorn)
- 2006 Mozart Hommage 250 th (Mozart Quartett Salzburg, Radovan Vlatkovic, Naturhorn)
- 2007 Ave Maria (Matthias Michael Beckmann, 5-saitiges Cello & Sabine Kraus, Harfe)
- 2010 J.S.Bach – 6 Solosuiten  (Matthias Michael Beckmann, 5-saitiges Cello)
- 2010 J.S.Bach – Gambensonaten (Matthias Michael Beckmann, 5-saitiges Cello · Michael Walter, Klavier · Clarissa Bürgschwendtner, Bass)
- 2010 Musikalische Impressionen (J.P.Duport Op. 4/6 Weltersteinspielung u. a.)
- 2011 Best of Mozart aus Salzburg (Mozart Quartett Salzburg · Salzburger Mozart Consort · Julia Arsentjeva, Sopran · Radovan Vlatkovic, Naturhorn · Michael Martin Kofler, Flöte)
- 2012 Musik & Poesie Vol.1 (Matthias Michael Beckmann, 5-saitiges Cello · Margit-Anna Süss, Harfe · Peter Daniell Porsche, Poesie)
- 2013 Musik & Poesie Vol.2 (Matthias Michael Beckmann, 5-saitiges Cello · Margit-Anna Süss, Harfe · Peter Daniell Porsche, Poesie)
- 2014 Musik & Poesie Vol.3 (Julia Arsentjeva, Sopran · Matthias Michael Beckmann, 5-saitiges Cello · Margit-Anna Süss, Harfe · Peter Daniell Porsche, Poesie)
- 2015 Musik & Poesie Vol.4 (Julia Arsentjeva, Sopran · Matthias Michael Beckmann, 5-saitiges Cello · Margit-Anna Süss, Harfe · Peter Daniell Porsche, Poesie)
- 2016 Romance Lyrique (Matthias Michael Beckmann, 5-saitiges Cello · Margit-Anna Süss, Harfe)
- 2017 Musik & Poesie Vol.5 (Matthias Michael Beckmann, 5-saitiges Cello · Elena Braslavsky, Klavier · Peter Daniell Porsche, Poesie)
- 2018 W.A.Mozart – Jubilate Salzburg ! (Mozart Quartett Salzburg, Michael Martin Kofler, Flöte · Radovan Vlatkovic, Naturhorn · Julia Arsentjeva, Sopran · Salzburger Dommusik)
- 2018 200 Jahre Weltfriedenslied Stille Nacht (Goldene Schallplatte) (Mozart Quartett Salzburg · Julia Arsentjeva, Sopran · Rafael Fingerlos, Bariton · Salzburger Dommusik u. a.)
- 2019 W.A.Mozart – Eine kleine Nachtmusik, Königin der Nacht, Salzburger Symphonien (Mozart Quartett Salzburg · Salzburger Mozart Consort · Julia Arsentjeva, Sopran)
- 2019 Mozart – Classics for Christmas (Mozart Quartett Salzburg · Julia Arsentjeva, Sopran · Michael Martin Kofler, Flöte · Salzburger Dommusik u. a.)
- 2019 F.X.Gruber - Christmas Music - Stille Nacht/original Mohrgitarre (Mozart Quartett Salzburg · Julia Arsentjeva, Sopran · Salzburger Dommusik u. a.)
- 2020 Arpeggione - Franz Schubert & Robert Schumann (Matthias Michael Beckmann, 5-saitiges Cello · Elena Braslavsky, Klavier)